# محمد إبراهيم القزويني
السيد محمد إبراهيم بن محمد كاظم بن محمد إبراهيم بن محمد هاشم الموسوي القزويني الحائري. (1376 هـ - الآن) هو رجل دين شيعي وخطيب حسيني عراقي ينتسب لعائلة القزويني حيث أن والده هو رجل الدين المعروف محمد كاظم القزويني، وأما من ناحية الأم فينتسب لعائلة الشيرازي، حيث أن جده لأمه هو المرجع مهدي بن حبيب الله الشيرازي.
له العديد من المحاضرات - باللغتين العربيَّة والفارسية التي تبث على بعض القنوات الفضائيَّة كقناة الأنوار وقناة إمام حسين الفارسيَّة.

## نبذة بسيطة
ولد بمدينة كربلاء في السادس من محرم 1376 هـ، وفيها دخل المدارس الرسمية ولما أنهى المراحل الابتدائية فيها؛ انخرط في الدراسة الدينية بالحوزة، وكان من أبرز أساتذته خالاه المرجع محمد الشيرازي وصادق الشيرازي وابن عمه مرتضى القزويني.
ثم هاجر إلى الكويت مع والده وعدد كبير من أقاربه بسبب المضايقات السياسية التي كانوا يتعرضون لها إبان حكم حزب البعث العربي الاشتراكي.
دخل في سلك الخطابة الحسينية في سنٍ مبكرة وهو لما يزال في أواسط العقد الثاني من عمره وذلك عام 1389 هـ، وتتلمذ في الخطابة الحسينية على يد بعض الخطباء كان من جملتهم والده والخطيب هادي بن محمد صالح القزويني.

## هجرته إلى إيران
وهاجر مع عائلته سنة 1400 هـ - بعد انتصار الثورة الإيرانيَّة - إلى إيران وسكن مدينة قم، وواصل فيها دراساته الدينيَّة على عدد من مراجع الشيعة المعروفين كمحمد الشيرازي ومحمد رضا الموسوي الگلپايگاني كما أنَّ له زيارات متفرقة إلى الكويت في المواسم الدينيَّة في شهور محرم وصفر ورمضان.

## مؤلفاته
من مؤلفات القزويني التي أورد عناوينها داخل حسن في معجمه:
| - الإمام علي خليفة رسول الله. - الإمام علي في الأحاديث النبوية. - أهل البيت في سفينة نوح. - الحجاب سعادة لا شقاء. | - السجود على التربة والجمع بين الصلاتين. - النظام القضائي في الإسلام. - نظرة الإسلام إلى الموسيقى والغناء. - الصدقة الجارية. |